# Roman Bratny
Roman Jerzy Bratny, pierwotne nazwisko Mularczyk (ur. 5 sierpnia 1921 w Krakowie, zm. 6 listopada 2017 w Radziach) – polski prozaik, poeta, publicysta i scenarzysta filmowy.

## Życiorys

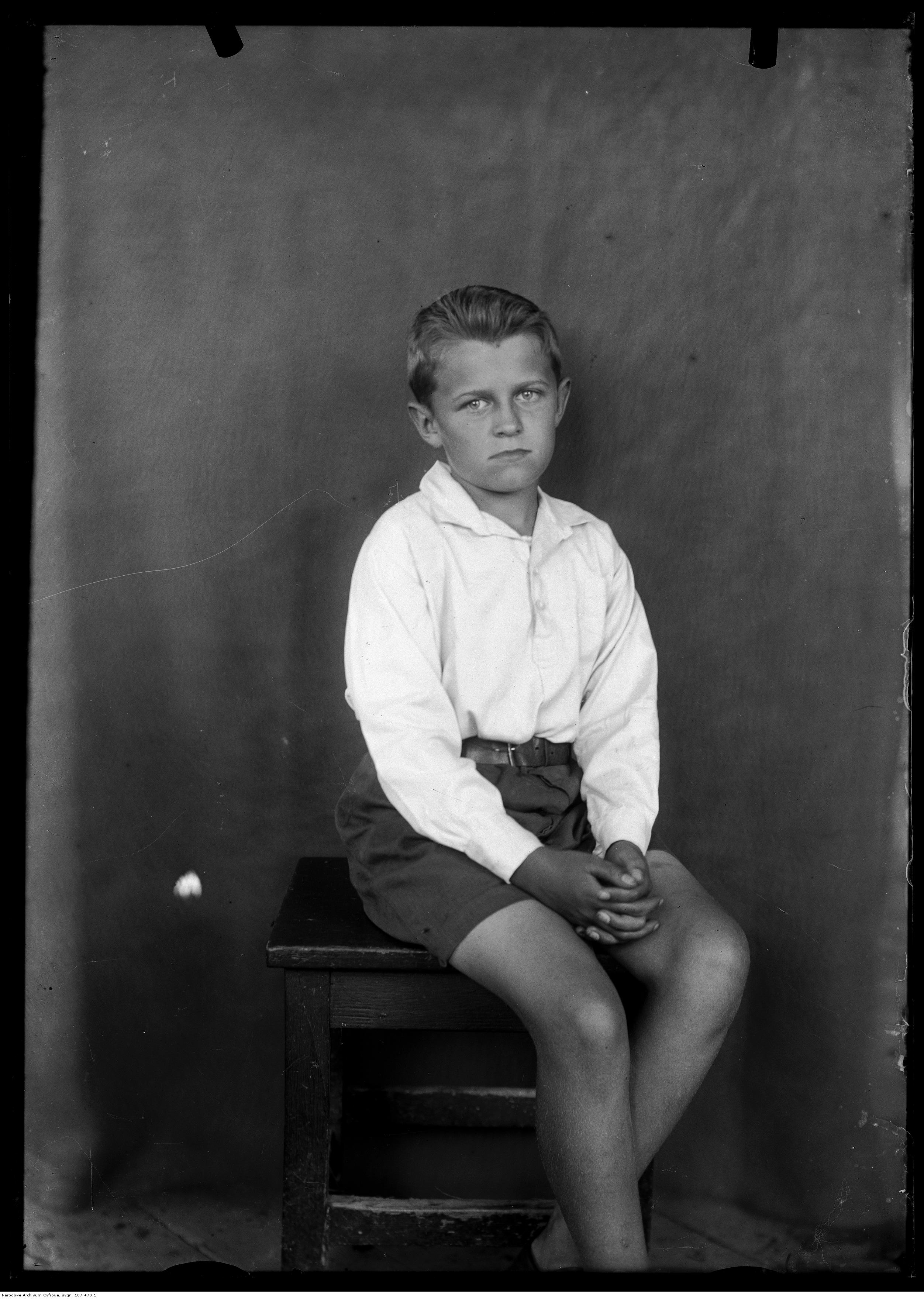
Roman Bratny (Mularczyk) w 1932 roku

W 1942 r. ukończył Szkołę Podchorążych Rezerwy Piechoty „Agricola” Armii Krajowej, następnie związał się z OWZPN „Miecz i Pług” (Organizacja Wojskowa – Zbrojne Pogotowie Narodu). Pierwszy tomik swojej poezji pt. „Pogarda” ogłosił pod pseudonimem „Roman Bratny” w 1944 r. W latach 1943–1944 współpracował z pismem „Kuźnia”, a od 1944 r. był jednym z założycieli i redaktorem pisma literackiego „Dźwigary”. Walczył w powstaniu warszawskim w Śródmieściu Południowym – I Obwód „Radwan” (Śródmieście) – 3. Rejon „Ratusz – Wojskowa Służba Ochrony Powstania – VI zgrupowanie WSOP – batalion „Bełt” – 2. kompania. Z dokumentacji zgromadzonej w Centralnym Muzeum Jeńców Wojennych wynika, że por. Roman Mularczyk dostał się do niewoli w Warszawie 5 października 1944, w okresie 8 października – 20 stycznia 1945 przebywał w obozie jenieckim Lamsdorf, skąd został skierowany dalej. Po wyzwoleniu z niewoli przez pewien czas służył w Polskich Siłach Zbrojnych na terenie Francji.
Po wojnie studiował w Akademii Nauk Politycznych w Warszawie i był redaktorem dwutygodnika literacko-społecznego „Pokolenie” (1946–1947). W 1949 roku wstąpił do Polskiej Zjednoczonej Partii Robotniczej. Był członkiem zespołu redakcyjnego tygodnika „Nowa Kultura” (1950–1951), zastępcą redaktora tygodnika „Kultura” (1963–1971), a od 1975 kierownikiem literackim Teatru Powszechnego w Warszawie. Otrzymał nagrodę państwową II stopnia. W roku jubileuszu 45-lecia LWP 12 października 1988 roku otrzymał Nagrodę I stopnia Ministra Obrony Narodowej w dziedzinie literatury.
20 sierpnia 1980 roku podpisał apel 64 uczonych, pisarzy i publicystów do władz komunistycznych o podjęcie dialogu ze strajkującymi robotnikami.
W swoich powieściach obrazował walkę i powojenne losy swojego pokolenia. Od jego powieści Kolumbowie. Rocznik 20 pochodzi nazwa generacji literatów urodzonych około 1920 roku. W powieści tej zawarł informację, że był jednym z pierwszych pisarzy, który poznał prawdę o zbrodni w Katyniu (informacje otrzymał jeszcze w czasach konspiracyjnych od Ferdynanda Goetla). W 1983 wydano w dużym nakładzie powieść Rok w trumnie. Zdaniem Piotra Müldner-Nieckowskiego książka „cynicznie i wymiotnie gloryfikuje stan wojenny 1981–1982”. Roman Bratny w roku 1992 stwierdził, że dzieło to jest „do przyjęcia”, a walkę władzy z Solidarnością określił mianem sporu „szaleńców z kretynami”.

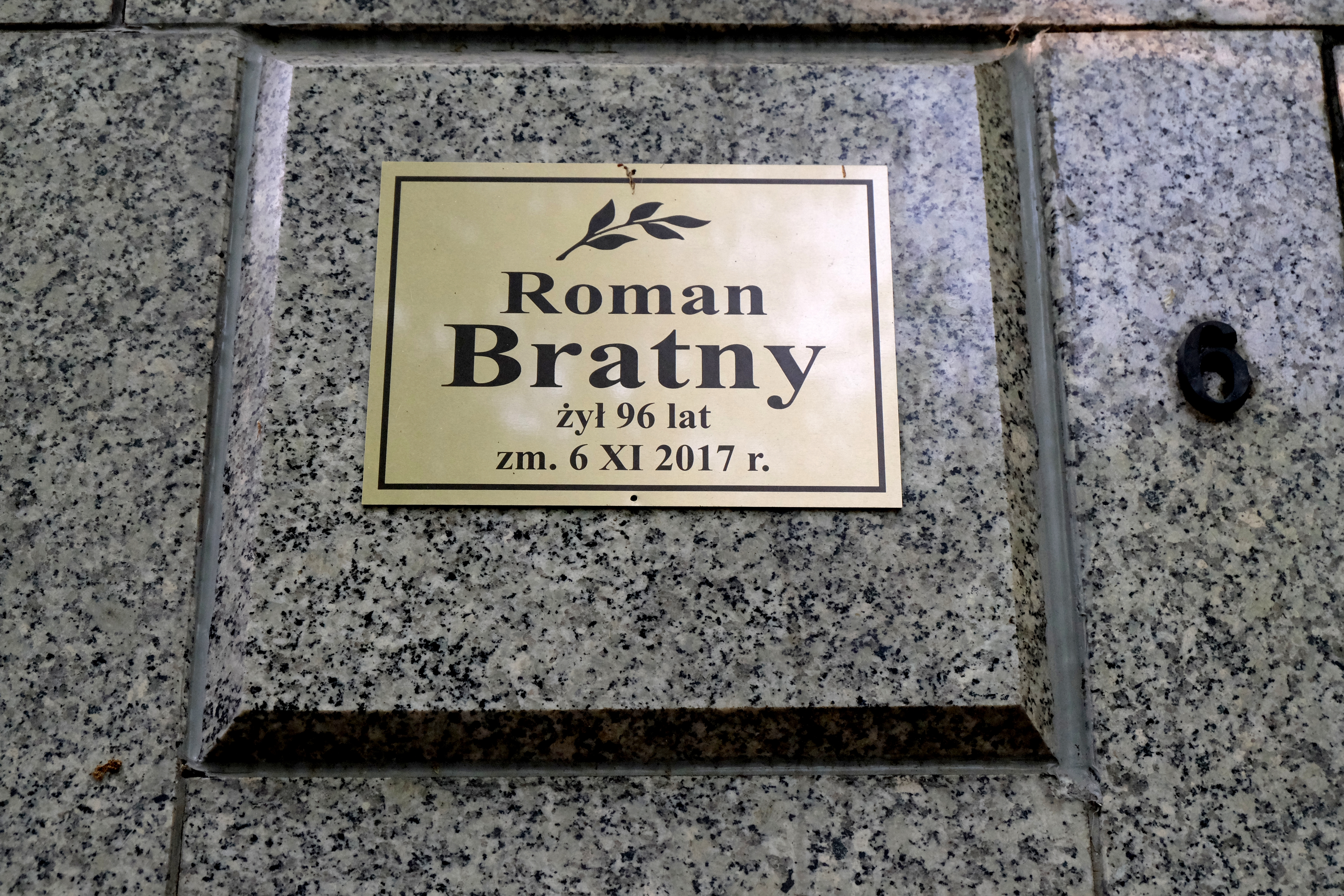
Grób Romana Bratnego na cmentarzu Wojskowym na Powązkach w Warszawie

Pochowany w Panteonie Żołnierzy Walczących na cmentarzu Wojskowym na Powązkach w Warszawie (kwatera D 18 Kol lewe B-8-6).
Stefan Kisielewski stwierdził, że był on „jedynym pisarzem polskim, którego można uznać za konsekwentnego kronikarza współczesności, który niczego nie przegapił, na wszystko się ważył, był świadkiem – stronniczym, ale innych nie ma”.

### Życie prywatne
Syn Józefa Mularczyka (1893–1968) – legionisty, pułkownika kawalerii WP i Wandy z Repetowskich, brat Andrzeja Mularczyka. Jego pierwszą żoną była Joanna Żwirska (Halszka), następną plastyczka Alicja Wahl, z którą miał córkę, Julię. Jego wnuczką jest plastyczka Natalia Luniak. Przez ponad pięćdziesiąt lat, aż do śmierci, był mężem Ewy Bratny-Młynarskiej, absolwentki Politechniki Warszawskiej, specjalizującą się w nieruchomościach. Ich córka Berenika jest rolniczką, hoduje konie na Mazurach.

## Nawiązania w kulturze
W utworze Elektrycznych Gitar Nie pij, Piotrek z płyty A ty co Bratny jest wzorcem macho. W istocie, w twórczości Romana Bratnego przewijają się liczne wątki „męskich przygód”, a w szczególności myślistwa. Dlatego też w okresie swojej popularności Bratny był traktowany jako swego rodzaju „polski Hemingway”.

## Twórczość

### Proza i poezja
- 1944 Pogarda (wiersze)
- 1946 Ślad (nowele)
- 1948 Losy (wiersze)
- 1948 15 batalionów (wiersze)
- 1948 W karty z historią (wiersze)
- 1949 Słowo miliarda (wiersze)
- 1951 Człowieku, żyć będziesz (wiersze)
- 1953 Głos bomby Ishi (szkice publicystyczne)
- 1953 Ile serce wytrzyma (opowiadania)
- 1953 Rola główna (opowiadania)
- 1955 Kryśka Brzytew (opowiadania)
- 1955 Krok ostateczny (powieść)
- 1957 Wiersze wybrane (wiersze)
- 1957 Kolumbowie. Rocznik 20 (powieść)
- 1959 Niespokojne tropy. Wrażenia z podróży do ZSRR (seria: „Naokoło świata”)
- 1959 Szczęśliwi torturowani (powieść)
- 1961 Śniegi płyną (powieść)
- 1961 Spacer w ZOO (opowiadania)
- 1962 Życie raz jeszcze (powieść, napisana w 1957)
- 1962 Brulion (powieść)
- 1963 Wybór opowiadań
- 1964 Historia najnowsza Polski u Antka Półgłówki (opowiadania)
- 1965 Nauka chodzenia (powieść)
- 1967 Przeszło, nie minęło. Wybór prozy
- 1968 Ciągle wczoraj; Ciemięga i inni; Nauka chodzenia (powieści)
- 1969 Przesłuchanie Pana Boga (opowiadania)
- 1969 Kontrybucja. Opowieści i opowiadania filmowe
- 1969 Opowiadania
- 1970 Trzech w linii prostej (powieść)
- 1970 Izba tonów i drwina (opowiadania)
- 1970 Ćwierć wieku i cała przyszłość (publicystyka)
- 1971 Ile jest życia (powieść)
- 1971 Noc księżycowa (opowiadania)
- 1971 Tygodnie zdumienia (reportaże)
- 1974 Pięć opowieści (wznowienie wydanych wcześniej powieści)
- 1972 Sześć osób pierwszych (opowiadania)
- 1973 Losy (powieść)
- 1974 Zgoda na gniew (opowiadania)
- 1976 Hobby wielkie jak łoś (opowiadania)
- 1976 Lot ku ziemi (powieść)
- 1976 Kiosk na Dębowego (powieść)
- 1976 Opowieści współczesne (wznowienie wydanych wcześniej opowiadań i powieści)
- 1976 Wybór opowiadań (wznowienie wydanych wcześniej opowiadań)
- 1977  Na bezdomne psy (powieść)
- 1968 Radość nagrobków (opowiadania)
- 1978 Pamiętnik moich książek tom I
- 1979 Rozstrzelane wesele (powieść)
- 1979 Czwartki ubogich (opowiadania)
- 1980 Kiepskie zmartwychwstanie (powieść)
- 1980  Wiersze i dramaty
- 1980 Dzieci Świętej (powieść)
- 1981 Bronić siebie (powieść)
- 1981 Wdrażanie obłędu (powieść)
- 1983 Rok w trumnie (powieść)
- 1983  Koszenie pawi (opowiadania)
- 1983 Pamiętnik moich książek tom II
- 1983  Racja wilków (wznowienie wydanych wcześniej opowiadań)
- 1984 Twarde ojczyzny (opowiadania)
- 1985 Honor germańskiego bobra (opowiadania)
- 1986 Miłowanie kata (powieść)
- 1986 CDN (powieść)
- 1987 Wśród nocnej ciszy (powieść)
- 1987 Co las mi powiedział (opowiadania, w tym jedno nowe)
- 1987 Żarty (opowiadania)
- 1987 Klapa, czyli Pan Bóg rozdaje karty (opowiadania)
- 1987 Upadek „Ludowej” (powieść)
- 1988 Nagi maj (powieść)
- 1988 Przyducha (opowiadania)
- 1989 Bez diabła (opowiadania)
- 1989 Błazen Królestwa Niebieskiego (opowiadania)
- 1989 Paradoks istnienia (opowiadania, w tym jedno nowe)
- 1989 „Jeżeli żyjesz” i inne opowiadania (wznowienie wydanych wcześniej opowiadań)
- 1990 List gończy. Komiks quasi-utopijny (opowiadanie)
- 1990 Puste poduszki (opowiadania)
- 1990 Rok 199?, czyli Dziura w Płocie (opowiadania)
- 1990 Szaleństwo Rewizora (opowiadania)
- 1991 Super Prezydent (opowiadanie)
- 1992 Tryptyk paradoksalny (opowiadania)
- 1993 Rok myśliwego (felietony)
- 1993 Wielebny Romeo (powieść)
- 1993 Replika zbrodni: przypowieść kryminalna (powieść)
- 1994 Dzieci Ojca Świętego (opowiadania)
- 1994 Historie miłosne pod psem (opowiadania)
- 1995 Anioł w butach z ostrogami (powieść)

### Utwory teatralne
- 1949 Pobita kra (sztuka teatralna)
- 1950 Zwycięstwo Gralaków (sztuka teatralna)
- 1952 Ludzie, którzy rosną (jednoaktówki świetlicowe)
- 1952 Przeciw krzywdzie (jednoaktówka)
- 1952 Sześć godzin ciemności (sztuka teatralna)
- 1956 Spór o wiek XX-sty (groteska sceniczna)
- 1960 Przesłuchanie Pana Boga (utwór sceniczny)
- 1960 Trzecia strona (dramat)
- 1974 Urodziny (sztuka teatralna)

### Scenariusze dla filmu, telewizji i radia
- 1954 Trudna miłość (adaptacja opowiadania „Siódmy krzyżyk młodości”, scenariusz powstał wspólnie z reżyserem Stanisławem Różewiczem)
- 1960 Powrót (scenariusz, adaptacja powieści „Szczęśliwi torturowani”)
- 1963 Śniegi płyną (widowisko telewizyjne, na podst. powieści pod tym samym tytułem)
- 1964 Naganiacz (scenariusz, adaptacja opowiadania pod tym samym tytułem)
- 1964 Zerwany most (scenariusz na podstawie powieści „Śniegi płyną”)
- 1965 Życie raz jeszcze (scenariusz, na podst. powieści pod tym samym tytułem)
- 1966 Niedziela sprawiedliwości (scenariusz filmowy)
- 1967 Brulion (scenariusz widowiska TV, na podst. powieści pod tym samym tytułem)
- 1967 Kontrybucja (scenariusz, adaptacja opowiadania pod tym samym tytułem)
- 1968 Przeszło, nie minęło (scenariusz widowiska TV, adaptacja opowiadania „Własna kula”)
- 1970 Kolumbowie (scenariusz serialu TV, na podst. powieści pod tym samym tytułem)
- 1973 Losy (scenariusz serialu TV, na podst. powieści pod tym samym tytułem)
- 1974 Ile jest życia (scenariusz serialu, na podst. powieści pod tym samym tytułem)
- 1981 Czwartki ubogich (scenariusz, na podst. opowiadania pod tym samym tytułem)
- 1981 Czwartki ubogich (słuchowisko radiowe, adaptacja opowiadania pod tym samym tytułem)
- 1982 Piwko i Zdesperowany (scenariusz widowiska TV, adaptacja opowiadania pod tym samym tytułem)

## Ordery i odznaczenia
- Order Sztandaru Pracy I klasy (1986)
- Order Sztandaru Pracy II klasy (1964)
- Krzyż Oficerski Orderu Odrodzenia Polski (1959)
- Medal 40-lecia Polski Ludowej (1984)[15]
- Medal 10-lecia Polski Ludowej (19 stycznia 1955)[16]
- Odznaka tytułu honorowego „Zasłużony dla Kultury Narodowej” (1987)
- Brązowy Medal „Za zasługi dla obronności kraju” (1966)[17]
- Złota Odznaka Honorowa Towarzystwa Przyjaźni Polsko-Radzieckiej (1968)[18]

## Nagrody
- Nagroda Stołecznej Rady Narodowej (1971)
- Nagroda Komitetu ds. Radia i Telewizji za twórczość radiową i telewizyjną (1970, 1971)
- Nagroda Państwowa II stopnia w dziedzinie literatury (1972)
- Nagroda Trybuny Ludu za kształtowanie i upowszechnianie kultury socjalistycznej (1979)[19]
- Nagroda Ministra Obrony Narodowej (1983)
- Nagroda Ministra Kultury i Sztuki I stopnia (1985)
- Nagroda im. Ludwika Waryńskiego (1985) w związku z XX wydaniem powieści "Kolumbowie rocznik 20"[20]
- Nagroda Gazety Krakowskiej im. T. Hołuja „Drzewo i owoc” (1987)